# Subrahmanyan Chandrasekhar
Subrahmanyan Chandrasekhar [čandrasékhar] (19. října 1910 Láhaur, dnes Pákistán – 21. srpna 1995 Chicago) byl americký astrofyzik a matematik indického původu.

## Život
Vystudoval fyziku na Presidency College v indickém Madrásu a na Cambridgeské univerzitě v Anglii. Od roku 1937 až do své smrti vyučoval na Chicagské univerzitě ve Spojených státech. Americké občanství získal v roce 1953.
V roce 1983 obdržel Nobelovu cenu za fyziku za přínos k objasnění fyzikálních procesů při vzniku a vývoji hvězd (zejména objev a výpočet tzv. Chandrasekharovy meze, stanovující maximální možnou hmotnost bílého trpaslíka na 1,44 násobek hmotnosti Slunce).
Jeho strýc, indický fyzik Chandrasekhara Venkata Raman, též obdržel Nobelovu cenu za fyziku v roce 1930.
Na počest Subrahmanyana Chandrasekhara je pojmenována rentgenová observatoř Chandra, kterou NASA vypustila do vesmíru v roce 1999, fyzikovu přezdívku Chandra nese i asteroid (1958) Chandra.